# Anadrymadusa robusta
Anadrymadusa robusta är en insektsart som först beskrevs av Miram 1926.  Anadrymadusa robusta ingår i släktet Anadrymadusa och familjen vårtbitare. Inga underarter finns listade i Catalogue of Life.